# Rurka zarodnikowa
Rurka zarodnikowa (ang. conidial anastomosis tubes, w skrócie CAT) – strzępka łącząca dwa zarodniki konidialne. Występuje u 73 gatunków grzybów, m.in. u Neurospora crassa.
Rurka zarodnikowa różni się morfologicznie i fizjologicznie od strzępki rostkowej wytwarzanej przez kiełkujący zarodnik i podleg odrębnej kontroli genetycznej. Rurki zarodnikowe CAT są cieńsze, krótsze, nie mają rozgałęzień, wykazują określony wzrost i kierują się do siebie. Początkowo zarodniki są indukowane do tworzenia CAT. Po uformowaniu rurki zarodnikowe rosną, kierując się do siebie i łączą się. Po wystąpieniu fuzji odpowiednie jądra mogą przejść przez połączone CAT z jednego konidium do drugiego. Jest to rodzaj rozmnażania bezpłciowego.
Rurki zarodnikowe mogą być tworzone przez zarodniki, ale także przez strzępki rostkowe. Grzyb strzępkowy Neurospora crassa wytwarza CAT z zarodników i strzępek rostkowych, natomiast grzybowy patogen roślin, Colletotrichum lindemuthianum wytwarza CAT tylko z zarodników.